# (32669) 6287 P-L
6287 P-L (asteroide 32669) é um asteroide da cintura principal. Possui uma excentricidade de 0.13001720 e uma inclinação de 12.46830º.
Este asteroide foi descoberto no dia 24 de setembro de 1960 por Cornelis Johannes van Houten e Ingrid van Houten-Groeneveld e Tom Gehrels em Palomar.